# Пърси Джаксън и боговете на Олимп
Пърси Джаксън и боговете на Олимп (на английски: Percy Jackson & the Olympians) е поредица от фентъзи романи от Рик Риърдън. Книгите са базирани на гръцката митология, като действието се развива в САЩ. Поредицата се състои от пет книги, послужили за основа на филмите Пърси Джаксън и боговете на Олимп: Похитителят на мълнии от 2010 г. и Пърси Джаксън и боговете на Олимп: Морето на чудовищата от 2013 г.
Главният герой е Пърси Джаксън, който открива че е полубог, син на Посейдон – бог на моретата. Той научава, че митичните същества от гръцката митология все още съществуват и винаги са съществували, включително чудовища, циклопи, емпуси, титани и богове, включително 12-те главни бога, които живеят на Олимп, който сега е на 600-тния етаж на Емпайър Стейт Билдинг. Пърси постоянно е нападан от чудовища, тъй като е син на един от „Тримата големи“: върховния бог и бог на небето – Зевс, бога на морето – Посейдон и бога на Подземния свят – Хадес, които са сключили сделка след Втората световна война да нямат повече деца, защото са поколението им е твърде силно и непредсказуемо. Пърси среща други млади полубогове, както приятелски така и неприятелски настроени, които също са в процес на откриване на силите си.
Продължението на „Пърси Джаксън и боговете на Олимп“ е поредицата „Героите на Олимп“, като първата книга Изчезналият герой излиза на 12 октомври 2010.

## Романи

### Похитителят на мълнии
Похитителят на мълнии е първата книга от поредицата. Издадена е в САЩ на 28 юни 2005, а в България на 9 февруари [2010] от издателство Егмонт.
Пърси Джаксън е 12-годишно момче с дислексия и Синдром на дефицит на вниманието и хиперактивност. След като отива на екскурзия и е нападнат от неговата заместник-учителка по математика, която всъщност е маскирана фурия, той разбира, че е син на гръцки бог – Посейдон. Той е заведен в лагера на Нечистокръвните (лагер за деца на гръцки богове, намиращ се на Лонг Айлънд) от неговия най-добър приятел, сатир на име Гроувър и майка му Сали. Той скоро среща Анабет, дъщеря на Атина Палада, и бързо стават добри приятели. Не след дълго Посейдон, бога на моретата, обявява Пърси за свой син по време на игра наречена „Плени знамето“. Пърси е обвинен в кражбата на мълнията на Зевс. Той, Анабет и Гроувър имат 10 дни да върнат мълнията на Олимп до лятното слънцестоене, за да предотвратят война между боговете и да спаси майка си, която е заложник на Хадес в Подземния свят, след като е заловена от Минотавъра. Той скоро разбира, че не Хадес е откраднал мълнията. Оказва се, че Люк, син на Хермес, е откраднал мълнията за власт над Олимп. Гроувър отива да търси Пан, изчезналият бог на природата.

### Морето на чудовищата
Морето на чудовищата е втората книга от поредицата. Издадена е в САЩ на 3 май, 2006, а в България на 17 май, 2010.
Дървото на Талия, магическата граница на лагер Нечистокръвен, е отровено. Хирон е обвинен за отравянето и е уволнен; Тантал, който идва от Полетата на Наказанието и не може да яде или пие, поема работата. Единственото нещо, възможно да изцели дървото от отровата е Златното руно, което се намира на острова на Полифем (друг син на Посейдон – Циклоп казва на Пърси и приятелите му че е в Бермудския триъгълник).
Клариса Лару, дъщеря на Арес и дългогодишен враг на Пърси, получава мисията да отиде в Морето на чудовищата и да намери Златното руно, което може да изцели всяко растение, животно и човек. Пърси и Анабет решават да отидат, но не само за Златното руно, а и за най-добрия им приятел Гроувър, който е уловен в пещерата на Полифем. Тайсън, млад циклоп, с когото се сприятелява Пърси на училище, се присъединява към тях след като помага да спасят лагера на Нечистокръвен от два огнедишащи бика. Тайсън е син на Посейдон и следователно полубрат на Пърси.
Докато навлизат в Морето на чудовищата, те трябва да преминат покрай Сцила и Харибда. Вместо да преплува между двете, Клариса тръгва към Харибда и Тайсън е приет за умрял, когато кораба на Клариса потъва. След това, Пърси и Анабет посещават много опасни острови и Анабет казва на Пърси много неща, за това как Талия е умряла и споменава пророчеството и казва на Пърси, че трябва да направи избор когато стане на 16. Преборвайки се с много трудности, като Сирени и острова на Цирцея, те се събират с Клариса Гроувър и Тайсън и си тръгват със Златното руно.
Когато се връщат в света на смъртните, те пращат Клариса на самолет с Руното, за да отиде в лагера сама. Пърси, Анабет, Гроувър и Тайсън са отвлечени от Люк. Докато се дуелира с него, Пърси почти загива. Той е спасен от Хирон, който е оневинен, и неговите роднини – Парти понитата. Когато те се връщат в лагера Руното е сложено на дървото на Талия, и не само го изцелява, но и връща Талия към живота, която изглежда както в сънищата на Пърси. Оказва се, че това всъщност е план на Кронос, чрез който той ще има още един шанс да манипулира пророчеството, от което зависи бъдещето на Олимп и Олимпийците. Накрая Пърси и Анабет печелят състезание с колесници и Анабет целува Пърси по бузата.

### Проклятието на титана
Проклятието на титана е третата книга от поредицата. Издадена е в САЩ на 1 май 2007.
В книгата се показва третата година на Пърси, след като открива, че не е обикновен простосмъртен, а полубог.
Пърси, Анабет и вече освободената от елата дъщеря на Зевс – Талия – отиват във военното училище „Уестовър Хол“ с цел да намерят, откритите от сатира Гроувър, Нико и Бианка Ди Анджело, брат и сестра – полубогове. Мисията се обърква и Анабет бива отвлечена от мантикора г-н Торн. В последния момент се появяват богинята на лова – Артемида заедно с групата си ловджийки (безсмъртни момичета, врекли се във вярност на Артемида, обърнали гръб на мъжете) и успяват да спасят Пърси, Талия, Гроувър и брата и сестрата Ди Анджело. Артемида позволява на групичката да прекара нощта в лагера им и след като изслушва разказа на Пърси вика бога на Слънцето, своя брат – Аполон и му поверява лагерниците и ловджийките (като вече и Бианка Ди Анджело се присъединява към тях), за да ги закара в лагера. Богинята поема по следите на чудовищата, търсейки същество толкова древно, че е забравила съществуването му. Групата с Аполон пристига успешно в лагера. Ловджийките се настаняват в хижата на Артемида. Пърси не спира да се притеснява за Анабет и моли кентавърът Хирон да го изпрати на подвиг, но той отказва, затова синът на Посейдон отива да поиска напътствия от Оракула, но не получава отговор. На следващия ден се провежда играта „Плени знамето“ и неочаквано Оракула слиза от тавана и отива до поляната, където съобщава, че на подвиг ще заминат петима, макар да предсказва, че двама от тях няма да се завърнат живи. Свиква се съвет и е взето решение на подвига да потеглят Гроувър, Талия от лагера и Зои нощната сянка, Бианка Ди Анджело и още една от ловджийките. В последния момент третата ловджийка бива възпрепятствана от нараняванията си от кентавърската кръв, с която братята Стол са напоили тениската ѝ. Бианка иска да вземат заместничка на ловджийката, но Зои отказва и така пътешествието започват само четирима. По-късно, след срещата си с Нико, Пърси решава да потегли след тях с пегаса Блекджак. В града се налага да спрат, заради неочакваната си среща с Дионис. Точно когато решават, че Дионис няма да ги пусне да продължат, той – обратно на очакванията им – ги пуска, като обяснява, че ще се надява един от загиналите да е Пърси. Те продължават пътешествието си. Подслушват разговора на Люк – сина на Хермес и слуга на Кронос – с човек, когото наричат „Генерала“ и щом разбират, че приятелите им са в опасност, отиват при тях, за да ги предупредят и да им помогнат. Преминават през множество неприятности, като в сметището на Боговете, Бианка губи живота си, за да ги спаси. Те продължават по пътя си, макар и само четирима. След много премеждия най-сетне успяват да стигнат до планината Тамалпаис, където намират Анабет в плен на Люк, и Артемида, която поддържа небосвода вместо Атлас. Разбира се, че Зои е дъщеря на Атлас и в битката тя загива, за да спаси останалите. Успяват да примамят Атлас отново да задържи небосвода и освобождават Анабет, но тогава Пърси се впуска в двубой с Люк, който накрая завършва с падането на Люк в голяма дупка. Никой не вярва че е оцелял, но Анабет чувства че е жив. Героите се завръщат благополучно в лагера, а пък Зои бива превърната в ярка звезда. Когато обаче се завръщат в лагера, ги очакват нови проблеми – Нико Ди Анджело е бесен след смъртта на Бианка и обвинява Пърси, тъй като той му е дал обещание, че ще я пази. Той бяга от лагера и тогава Пърси и Анабет разбират, че той е син на Хадес, но решават да пазят това в тайна заради безопасността му.

### Битката за лабиринта
Битката за лабиринта е четвъртата книга от поредицата.
Пърси Джаксън и Анабет се връщат в лагера, където откриват случайно вход към Лабиринта на Дедал. Съветът на старейшините поставя на Гроувър краен срок да намери изчезналия бог Пан. В лагера е назначен и нов учител, Квинт. Анабет е избрана за водач на групата герои, които да намерят Дедал в Лабиринта и да попречат на Люк да вземе Нишката на Ариадна – средството за ориентиране в Лабиринта. След срещата си с Оракула Анабет избира да я придружат Пърси, Гроувър и циклопа Тайсън (полубрата на Пърси). В Лабиринта попадат на двуликия бог Янус, но той е изгонен от Хера, която ги насочва към пещите на сина си Хефест. Героите попадат в ранчото на Герион, като по-късно разбират че именно това ранчо дава храна и добитък на армията на Люк. Там намират и Нико ди Анджело който след като е избягал от лагера, има помощник – духът на Минос, някогашен владетел на остров Крит, който е най-големият враг на Дедал. Въпреки че Хера е платила за да могат Пърси, Анабет, Гроувър и Тайсън да минат невредими, Пърси се съгласява да изчисти мръсните обори на конете на Герион, за да могат да вземат и Нико със себе си. Пърси успява, но Герион не изпълва своята част от сделката и затова бива убит. След като героите влизат отново в Лабиринта, се разделят – Гроувър и Тайсън тръгват в друга посока, тъй като Гроувър е надушил Пан и смята че е съвсем близко, а Пърси и Анабет поемат към работилницата на Хефест. Той се съгласява да им помогне, ако в замяна те отидат на разузнавателна мисия до една от неговите пещи, ползвана от телхини (подобни на тюлени същества, служещи на армията на Кронос). Там Пърси се забърква в неприятности и след като се измъква полужив, се озовава на Огигия, островът на Калипсо – красива девойка, която е заточена на острова, заради това че е дъщеря на Атлас. Въпреки че Пърси се влюбва в нея, той напуска острова и се в лагера, където се натъква на своето погребение, тъй като всички смятат че е мъртъв. След като се разбира, че е жив, той и Анабет (която също е излязла от лабиринта и се е върнала в лагера) на следващата сутрин се връщат отново в Лабиринта, за да намерят Тайсън и Гроувър. Събират се отново и откриват Пан, който вече изчезва завинаги, но преди това оставя по частичка от себе си във всеки и и им заръчва да предадат на останалите сами да опазват дивата природа. След това героите откриват работилницата на Дедал, който всъщност се оказва Квинт, като тялото му е изработено от Дедал. Само че Минос заедно с пленения Нико идват в работилницата и Пърси, Анабет, Гроувър, Тайсън и Нико успяват да избягат благодарение на вълшебни крила. Връщат се в лагера, където тече подготовка за битка. Успяват да ги победят с помощта на Дедал, който след битката решава че прекалено дълго е бягал от смъртта и му е време да умре. Разпада се и заедно с него и Лабиринта се срутва, заедно с всичко в него. Анабет и Пърси разбират каква всъщност е Хера – тя харесва само перфектните семейства и я намразват. Така Хера става един от най-неприятните богове за Анабет.

### Последният олимпиец
Последният олимпиец е петата и последната книга от поредицата.
Кронос вече е в тялото на Люк. Пърси Джаксън и Чарлз Бекендорф се опитват да потопят кораба му „Принцеса Андромеда“, но са разкрити и Бекендорф задейства взривовете, от което загива, но потапя кораба. Планът на Кронос е да раздели боговете затова изпраща титаните Тифон и Океан. Зевс и повечето олимпийски богове се борят срещу Тифон по суша, а Посейдон отбранява подводния си дворец срещу Океан. Хадес отказва да участва и се крие в Подземното царство. Самият Кронос събира всички останали титани, по-малки богове и полубогове, чудовища и зверове и тръгва на поход към опразнения Олимп. Единствените, които могат да ги спрат, са Пърси Джаксън и другите полубогове от лагера на Нечистокръвните. Пърси н разбира, че Люк се е потопил във водите на подземната река Стикс и е станал неуязвим. Последните дни на пророчеството изтичат и Пърси Джаксън открива, че не той е героят, който ще реши съдбата на цялата цивилизация. Въпреки героичната отбрана Кронос стига до Олимп. В решителния момент Люк взема контрол над тялото си и се самонаранява в единственото си уязвимо място. Светът и Олимп са спасени.

## Филм
Първият филм за Пърси Джаксън е на 20th Century Fox и 1492 Pictures, режисьор и продуцент е Крис Кълъмбъс. Филмът излиза през 2010 в САЩ, Канада и Великобритания на 12 февруари и в Австралия на 11 февруари. Ролите на Пърси Джаксън и Анабет Чейс са играни от Логан Лерман и Александра Дадарио.
Кълъмбъс казва: „една възможност да направя филм, който не сме виждали досега за това поколение. Когато бях дете имаше филми за гръцката митология, които имаха много примитивни специални ефекти. Така че си помислих, че това е възможност да покажем гръцката митология, от която деца и възрастни по целия свят са възхитени, и това не е нов жанр, а нов път пълен с митологични същества в модерни времена.“
Втората част на филма е „Пърси Джаксън и боговете на Олимп: Морето на чудовищата“ (2013) с участието на Антъни Хед, Дъглас Смит и Даниел Кудмор.